# Blót

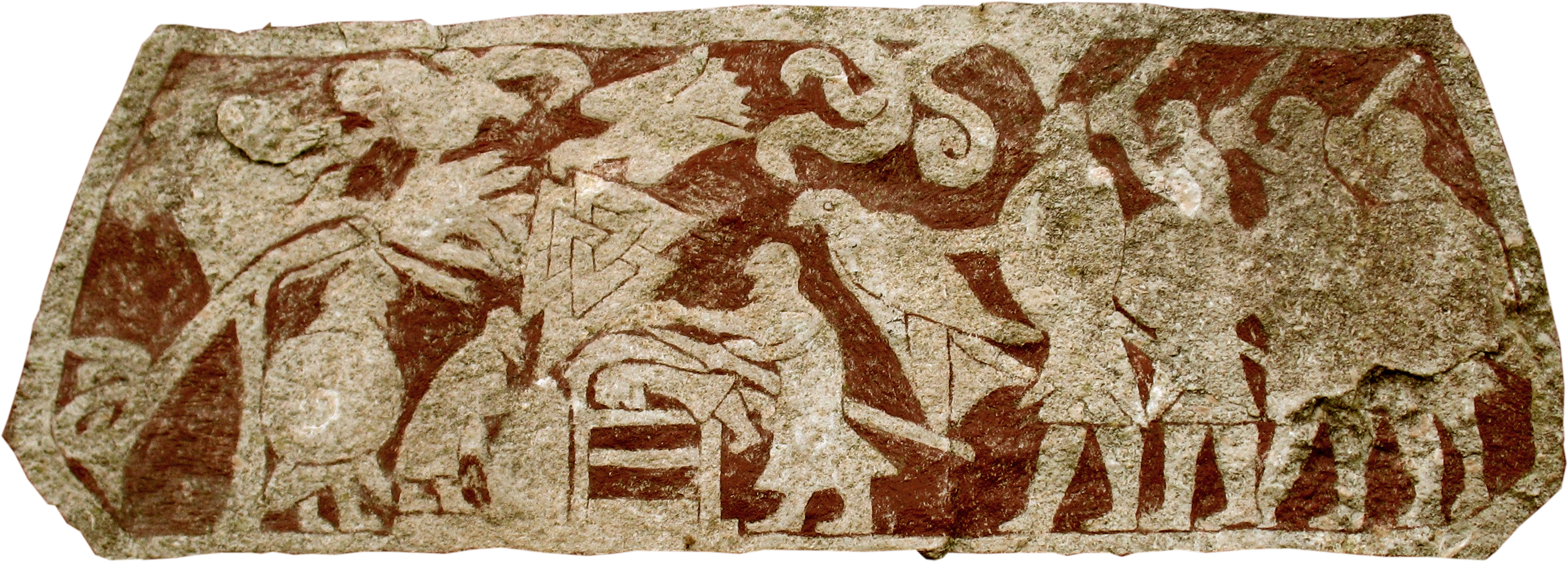
Obětní scéna na obrazovém kameni ze švédského Stora Hammars, na levé straně lze nalézt strom s oprátkou, v jehož blízkosti leží nejspíše oltář či studna.

Blót je ve severském náboženství výraz pro oběť, zpravidla krvavou a zvířecí, někdy i lidskou. Nejčastějším typem blótu byla komunální oběť zvířete správného druhu poraženého u oltáře. Poté byla jeho krev zachycena do hlautbolli „obětní misky“ a pomocí větvičky zvané hlautviðr či hlauttein jí byl pokropen oltář a účastníci oběti. Maso zvířete bylo poté zkonzumováno při hostině. Z pramenů jsou také známy oběti zvířat i lidí oběšením či lidí utopením ve studni či močále, oba tyto typy jsou spojovány například s chrámem v Uppsale. Také je zmiňováno obětování zvířecí hlav zavěšením na dřevěné idoly nebo oběti otroků a služebníků při pohřbu.
Výraz blót může být etymologicky příbuzný latinskému flamen a sanskrtskému bráhman, tedy označení kněží či jejich určité skupiny.